# پژو ۶۰۱
پژو ۶۰۱ (به انگلیسی: Peugeot 601) یکی از محصولات کمپانی فرانسوی پژو است که در سال‌های ۱۹۳۴ و ۱۹۳۵ تولید می‌شد.
موتور این خودرو شش سیلندر بود و ظرفیت ۲۱۴۸ سی سی داشت و تولیدی آن ۶۰ اسب بخار و ۳۵۰۰ دور بر دقیقه بود. توان این خودرو محدود و وزن آن زیاد بود از این رو سرعت بیشینهٔ ۱۰۵ کیلومتر بر ساعت و ۱۱۰ کیلومتر بر ساعت برای آن ثبت شده‌است. وزن این خودرو از ۱۱۸۰ تا ۱۲۵۰ کیلوگرم بود به دلیل وزن متفاوت آن سرعت‌های بیشینهٔ متفاوت هم برای آن ثبت شده بود.